# Vòng loại Giải vô địch bóng rổ thế giới 2023

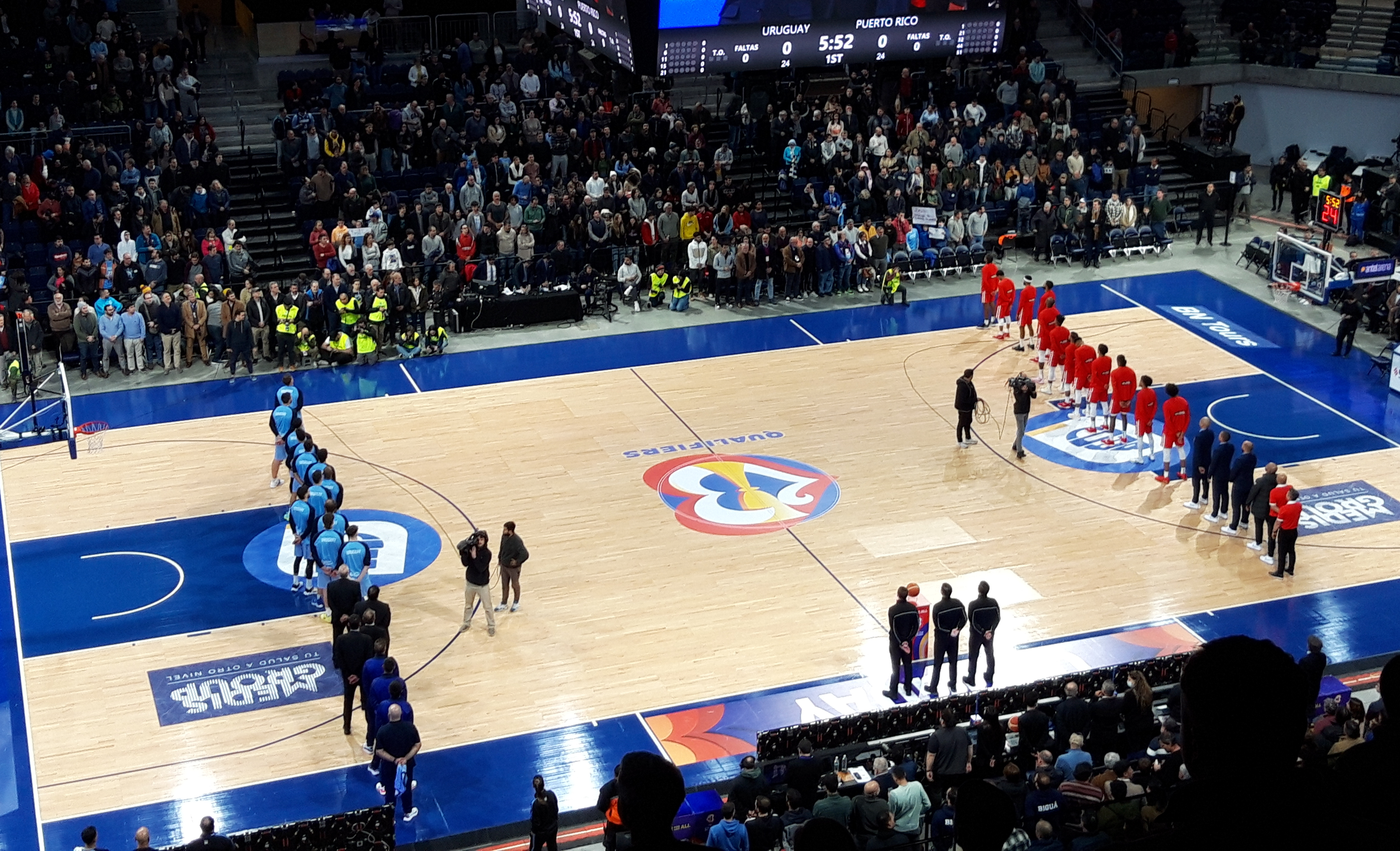
Trận đấu giữa Uruguay và Puerto Rico

Vòng loại Giải vô địch bóng rổ thế giới 2023 là quá trình để xác định 30 trong tổng số 32 đội tuyển giành vé tham dự Giải vô địch bóng rổ thế giới 2023. Với tư cách là hai đội chủ nhà của giải đấu, Philippines và Nhật Bản được đặc cách tham dự giải đấu khi họ được trao quyền đăng cai chung với Indonesia.

## Lịch thi đấu các giai đoạn vòng loại
Tương tự như vòng loại của giải đấu năm 2019, các trận đấu sẽ diễn ra qua 6 giai đoạn vòng loại, trong khoảng thời gian 15 tháng trên tất cả các liên đoàn khu vực của FIBA. 80 đội tuyển đến từ 4 liên đoàn sẽ tranh tài trong quá trình diễn ra vòng loại. Lịch thi đấu cho 6 giai đoạn của vòng loại như sau:
| Giai đoạn | Ngày diễn ra                    |
| --------- | ------------------------------- |
| 1         | 20–30 tháng 11 năm 2021         |
| 2         | 21 tháng 2 – 1 tháng 3 năm 2022 |
| 3         | 27 tháng 6 – 5 tháng 7 năm 2022 |
| 4         | 22–30 tháng 8 năm 2022          |
| 5         | 10–14 tháng 11 năm 2022         |
| 6         | 23–27 tháng 2 năm 2023          |

## Các đội tuyển vượt qua vòng loại

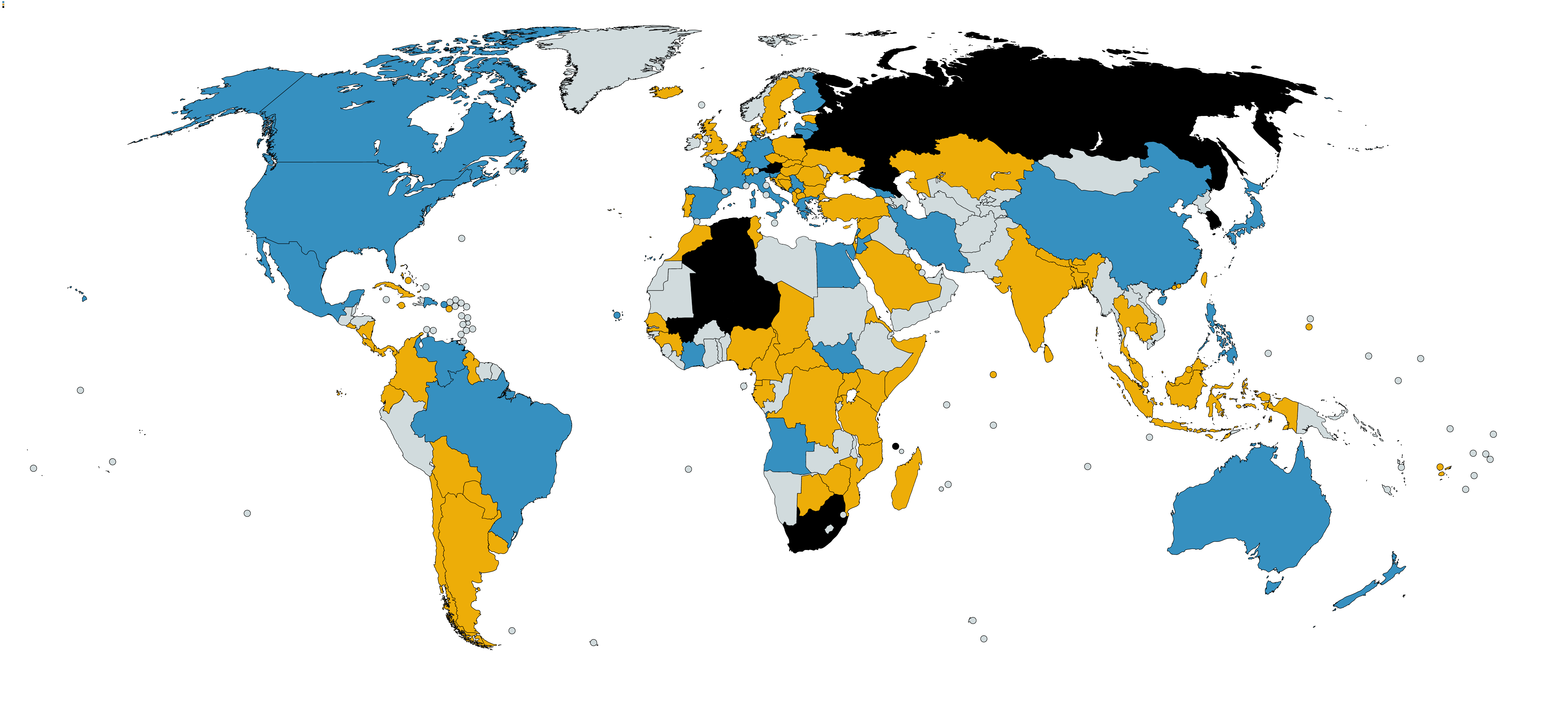
Biểu đồ biểu hiện các đội tuyển tham dự Giải vô địch bóng rổ thế giới 2023:
Vượt qua vòng loại
Không vượt qua vòng loại
Rút lui hoặc bị cấm thi đấu
Không tham dự vòng loại

Đồng chủ nhà Indonesia không được đặc cách tham dự giải đấu, họ chỉ có thể tham dự nếu vào đến tứ kết Giải vô địch bóng rổ châu Á 2022 ngay trên sân nhà, mới có thể tham dự giải đấu. Vào ngày 18 tháng 7 năm 2022, Indonesia không thể vào đến tứ kết giải châu Á, qua đó trở thành đội chủ nhà đầu tiên trong lịch sử mà không vượt qua vòng loại.
| Đội tuyển         | Vượt qua vòng loại                                            | Vượt qua vòng loại      | Số lần tham dự   | Số lần tham dự | Số lần tham dự           | Thành tích tốt nhất                    | Thứ hạng |
| Đội tuyển         | Với tư cách                                                   | Ngày vượt qua vòng loại | Lần cuối tham dự | Số lần tham dự | Số lần tham dự liên tiếp | Thành tích tốt nhất                    | Thứ hạng |
| ----------------- | ------------------------------------------------------------- | ----------------------- | ---------------- | -------------- | ------------------------ | -------------------------------------- | -------- |
| Nhật Bản          | Quốc gia đồng chủ nhà                                         | 9 tháng 12 năm 2017     | 2019             | 6              | 2                        | Hạng 11 (1967)                         | 38       |
| Philippines       | Quốc gia đồng chủ nhà                                         | 9 tháng 12 năm 2017     | 2019             | 7              | 3                        | Hạng ba (1954)                         | 40       |
| Phần Lan          | 3 đội đầu bảng J khu vực châu Âu                              | 28 tháng 8 năm 2022     | 2014             | 2              | 1                        | Hạng 22 (2014)                         | 24       |
| Bờ Biển Ngà       | 3 đội đầu bảng E khu vực châu Phi                             | 28 tháng 8 năm 2022     | 2019             | 5              | 2                        | Hạng 13 (1982)                         | 43       |
| New Zealand       | 3 đội đầu bảng E khu vực châu Á                               | 29 tháng 8 năm 2022     | 2019             | 7              | 6                        | Hạng tư (2002)                         | 26       |
| Liban             | 3 đội đầu bảng E khu vực châu Á                               | 29 tháng 8 năm 2022     | 2010             | 4              | 1                        | Hạng 16 (2002)                         | 42       |
| Canada            | 3 đội đầu bảng E khu vực châu Mỹ                              | 10 November 2022        | 2019             | 15             | 2                        | Hạng 6 (1978, 1982)                    | 15       |
| Úc                | 3 đội đầu bảng E khu vực châu Á                               | 11 tháng 11 năm 2022    | 2019             | 13             | 5                        | Hạng tư (2019)                         | 3        |
| Đức               | 3 đội đầu bảng J khu vực châu Âu                              | 11 tháng 11 năm 2022    | 2019             | 7              | 2                        | Hạng ba (2002)                         | 11       |
| Latvia            | 3 đội đầu bảng I khu vực châu Âu                              | 11 tháng 11 năm 2022    | —                | 1              | 1                        | Lần đầu tham dự                        | 29       |
| Ý                 | 3 đội đầu bảng L khu vực châu Âu                              | 14 tháng 11 năm 2022    | 2019             | 10             | 2                        | Hạng tư (1970, 1978)                   | 10       |
| Tây Ban Nha       | 3 đội đầu bảng L khu vực châu Âu                              | 14 tháng 11 năm 2022    | 2019             | 13             | 11                       | Vô địch (2006, 2019)                   | 1        |
| Trung Quốc        | 3 đội đầu bảng E khu vực châu Á                               | 14 tháng 11 năm 2022    | 2019             | 10             | 2                        | Hạng 8 (1994)                          | 27       |
| Slovenia          | 3 đội đầu bảng J khu vực châu Âu                              | 14 tháng 11 năm 2022    | 2014             | 4              | 1                        | Hạng 7 (2014)                          | 7        |
| Litva             | 3 đội đầu bảng K khu vực châu Âu                              | 14 tháng 11 năm 2022    | 2019             | 6              | 5                        | Hạng 3 (2010)                          | 8        |
| Pháp              | 3 đội đầu bảng K khu vực châu Âu                              | 14 tháng 11 năm 2022    | 2019             | 9              | 5                        | Hạng ba (2014, 2019)                   | 5        |
| Hy Lạp            | 3 đội đầu bảng I khu vực châu Âu                              | 14 tháng 11 năm 2022    | 2019             | 9              | 5                        | Á quân (2006)                          | 9        |
| Hoa Kỳ            | 3 đội đầu bảng E khu vực châu Mỹ                              | 23 tháng 2 năm 2023     | 2019             | 19             | 19                       | Vô địch (1954, 1986, 1994, 2010, 2014) | 2        |
| Jordan            | 3 đội đầu bảng E khu vực châu Á                               | 24 tháng 2 năm 2023     | 2019             | 3              | 2                        | Hạng 23 (2010)                         | 34       |
| Nam Sudan         | 3 đội đầu bảng F khu vực châu Phi                             | 24 tháng 2 năm 2023     | —                | 1              | 1                        | Lần đầu tham dự                        | 63       |
| Ai Cập            | 3 đội đầu bảng F khu vực châu Phi                             | 24 tháng 2 năm 2023     | 2014             | 7              | 1                        | Hạng 5 (1950)                          | 55       |
| Angola            | 3 đội đầu bảng E khu vực châu Phi                             | 25 tháng 2 năm 2023     | 2019             | 9              | 6                        | Hạng 9 (2006)                          | 41       |
| Iran              | 3 đội đầu bảng F khu vực châu Á                               | 26 tháng 2 năm 2023     | 2019             | 4              | 4                        | Hạng 19 (2010)                         | 20       |
| Cabo Verde        | Đội tuyển đứng thứ ba có thành tích tốt nhất khu vực châu Phi | 26 tháng 2 năm 2023     | —                | 1              | 1                        | Lần đầu tham dự                        | 66       |
| Gruzia            | 3 đội đầu bảng L khu vực châu Âu                              | 26 tháng 2 năm 2023     | —                | 1              | 1                        | Lần đầu tham dự                        | 32       |
| Montenegro        | 3 đội đầu bảng K khu vực châu Âu                              | 26 tháng 2 năm 2023     | 2019             | 2              | 2                        | Hạng 25 (2019)                         | 18       |
| México            | 3 đội đầu bảng F khu vực châu Mỹ                              | 26 tháng 2 năm 2023     | 2014             | 6              | 1                        | Hạng 8 (1967)                          | 31       |
| Puerto Rico       | 3 đội đầu bảng F khu vực châu Mỹ                              | 26 tháng 2 năm 2023     | 2019             | 15             | 10                       | Hạng tư (1990)                         | 21       |
| Cộng hòa Dominica | 3 đội đầu bảng F khu vực châu Mỹ                              | 26 tháng 2 năm 2023     | 2019             | 4              | 3                        | Hạng 12 (1978)                         | 25       |
| Venezuela         | 3 đội đầu bảng F khu vực châu Mỹ                              | 26 tháng 2 năm 2023     | 2019             | 5              | 2                        | Hạng 11 (1990)                         | 17       |
| Brasil            | Đội tuyển đứng thứ tư có thành tích tốt nhất khu vực châu Mỹ  | 26 tháng 2 năm 2023     | 2019             | 19             | 19                       | Vô địch (1959, 1963)                   | 13       |
| Serbia            | 3 đội đầu bảng I khu vực châu Âu                              | 27 tháng 2 năm 2023     | 2019             | 7              | 7                        | Vô địch (1998, 2002)                   | 6        |

## Thể thức
Thể thức vòng loại của giải đấu không thay đổi, với 6 giai đoạn diễn ra trong khoảng 15 tháng diễn ra trên khắp 4 khu vực châu Phi, châu Mỹ, châu Á (tính cả châu Đại Dương) và châu Âu. Vòng loại diễn ra từ tháng 11 năm 2021 và kết thúc vào tháng 2 năm 2023 với 80 đội tham dự để tranh vé tham dự giải đấu
Quá trình vòng loại diễn ra từ tháng 2 năm 2020, bắt đầu từ vòng sơ loại khu vực châu Âu, kết thúc vào tháng 8 năm 2021.
Lễ bốc thăm chia bảng vòng loại diễn ra vào ngày 31 tháng 8 năm 2021 tại Mies, Thụy Sĩ.
| Các liên đoàn thành viên của FIBA               | Vòng loại | Vòng loại | Số suất tham dự                   | Số suất tham dự              | Số suất tham dự |
| Các liên đoàn thành viên của FIBA               | Khu vực A | Khu vực B | Số suất tham dự của các liên đoàn | Số suất cho các nước chủ nhà | Tổng số suất    |
| ----------------------------------------------- | --------- | --------- | --------------------------------- | ---------------------------- | --------------- |
| FIBA khu vực châu Phi                           | 16        | 2         | 5                                 | 0                            | 5               |
| FIBA khu vực châu Mỹ                            | 16        | 2         | 7                                 | 0                            | 7               |
| FIBA khu vực châu Á FIBA khu vực châu Đại Dương | 16        | 17        | 6                                 | 2                            | 8               |
| FIBA khu vực châu Âu                            | 32        | 13        | 12                                | 0                            | 12              |
| Tổng số đội                                     | 80        | 114       | 30                                | 2                            | 32              |

## Vòng loại các khu vực

### Châu Phi

#### Vòng 1
| VT | Đội        | ST | T | B | ĐT  | ĐB  | HS  | Đ | Giành quyền tham dự |
| -- | ---------- | -- | - | - | --- | --- | --- | - | ------------------- |
| 1  | Cabo Verde | 4  | 3 | 1 | 319 | 296 | +23 | 7 | Vòng 2              |
| 2  | Nigeria    | 4  | 2 | 2 | 327 | 299 | +28 | 6 | Vòng 2              |
| 3  | Uganda     | 4  | 1 | 3 | 296 | 347 | −51 | 5 | Vòng 2              |
| 4  | Mali       | 0  | 0 | 0 | 0   | 0   | 0   | 0 | Bị loại             |

1. ↑  Sau khi Mali bị xử thua 2 trận, họ bị loại và tất cả các trận đấu của họ bị hủy kết quả.[8]

| VT | Đội       | ST | T | B | ĐT  | ĐB  | HS  | Đ  | Giành quyền tham dự |
| -- | --------- | -- | - | - | --- | --- | --- | -- | ------------------- |
| 1  | Nam Sudan | 6  | 6 | 0 | 429 | 368 | +61 | 12 | Vòng 2              |
| 2  | Tunisia   | 6  | 4 | 2 | 386 | 369 | +17 | 10 | Vòng 2              |
| 3  | Cameroon  | 6  | 1 | 5 | 338 | 365 | −27 | 7  | Vòng 2              |
| 4  | Rwanda    | 6  | 1 | 5 | 340 | 391 | −51 | 7  |                     |

1. 1 2  Cameroon 109–104 Rwanda

| VT | Đội                | ST | T | B | ĐT  | ĐB  | HS  | Đ  | Giành quyền tham dự |
| -- | ------------------ | -- | - | - | --- | --- | --- | -- | ------------------- |
| 1  | Bờ Biển Ngà        | 6  | 6 | 0 | 442 | 381 | +61 | 12 | Vòng 2              |
| 2  | Angola             | 6  | 4 | 2 | 443 | 364 | +79 | 10 | Vòng 2              |
| 3  | Guinée             | 6  | 1 | 5 | 381 | 437 | −56 | 7  | Vòng 2              |
| 4  | Cộng hòa Trung Phi | 6  | 1 | 5 | 367 | 451 | −84 | 7  |                     |

1. 1 2  Guinée 132–132 Cộng hòa Trung Phi.

| VT | Đội                    | ST | T | B | ĐT  | ĐB  | HS   | Đ  | Giành quyền tham dự |
| -- | ---------------------- | -- | - | - | --- | --- | ---- | -- | ------------------- |
| 1  | Ai Cập                 | 6  | 5 | 1 | 452 | 311 | +141 | 11 | Vòng 2              |
| 2  | Cộng hòa Dân chủ Congo | 6  | 4 | 2 | 323 | 315 | +8   | 10 | Vòng 2              |
| 3  | Sénégal                | 6  | 3 | 3 | 421 | 376 | +45  | 9  | Vòng 2              |
| 4  | Kenya                  | 6  | 0 | 6 | 255 | 449 | −194 | 5  |                     |

1. ↑  Vì Kenya bị xử thua 1 trận với Cộng hòa Dân chủ Congo, nên họ không giành được điểm trong trận đấu đó.

#### Vòng 2
| VT | Đội         | ST | T | B | ĐT  | ĐB  | HS   | Đ  | Giành quyền tham dự                                    |
| -- | ----------- | -- | - | - | --- | --- | ---- | -- | ------------------------------------------------------ |
| 1  | Bờ Biển Ngà | 10 | 8 | 2 | 739 | 664 | +75  | 18 | Giành quyền tham dự Giải vô địch bóng rổ thế giới 2023 |
| 2  | Angola      | 10 | 8 | 2 | 735 | 618 | +117 | 18 | Giành quyền tham dự Giải vô địch bóng rổ thế giới 2023 |
| 3  | Cabo Verde  | 10 | 6 | 4 | 735 | 700 | +35  | 16 | Giành quyền tham dự Giải vô địch bóng rổ thế giới 2023 |
| 4  | Nigeria     | 10 | 5 | 5 | 742 | 704 | +38  | 15 |                                                        |
| 5  | Guinée      | 10 | 2 | 8 | 660 | 715 | −55  | 12 |                                                        |
| 6  | Uganda      | 10 | 1 | 9 | 647 | 857 | −210 | 11 |                                                        |

1. 1 2  Bờ Biển Ngà 2–0 Angola

| VT | Đội                    | ST | T  | B | ĐT  | ĐB  | HS   | Đ  | Giành quyền tham dự                                    |
| -- | ---------------------- | -- | -- | - | --- | --- | ---- | -- | ------------------------------------------------------ |
| 1  | Nam Sudan              | 12 | 11 | 1 | 943 | 773 | +170 | 23 | Giành quyền tham dự Giải vô địch bóng rổ thế giới 2023 |
| 2  | Ai Cập                 | 12 | 8  | 4 | 881 | 766 | +115 | 20 | Giành quyền tham dự Giải vô địch bóng rổ thế giới 2023 |
| 3  | Sénégal                | 12 | 7  | 5 | 870 | 792 | +78  | 19 |                                                        |
| 4  | Tunisia                | 12 | 6  | 6 | 772 | 750 | +22  | 18 |                                                        |
| 5  | Cộng hòa Dân chủ Congo | 12 | 5  | 7 | 684 | 779 | −95  | 17 |                                                        |
| 6  | Cameroon               | 12 | 4  | 8 | 773 | 818 | −45  | 16 |                                                        |

| VT | Bg | Đội        | ST | T | B | ĐT  | ĐB  | HS  | Đ  | Giành quyền tham dự            |
| -- | -- | ---------- | -- | - | - | --- | --- | --- | -- | ------------------------------ |
| 1  | E  | Cabo Verde | 10 | 6 | 4 | 735 | 700 | +35 | 16 | 2023 FIBA Basketball World Cup |
| 2  | F  | Sénégal    | 10 | 5 | 5 | 684 | 683 | +1  | 15 |                                |

### Châu Mỹ

#### Vòng 1
| VT | Đội       | ST | T | B | ĐT  | ĐB  | HS   | Đ  | Giành quyền tham dự |
| -- | --------- | -- | - | - | --- | --- | ---- | -- | ------------------- |
| 1  | Venezuela | 6  | 5 | 1 | 469 | 343 | +126 | 11 | Vòng 2              |
| 2  | Argentina | 6  | 5 | 1 | 455 | 382 | +73  | 11 | Vòng 2              |
| 3  | Panama    | 6  | 2 | 4 | 406 | 414 | −8   | 8  | Vòng 2              |
| 4  | Paraguay  | 6  | 0 | 6 | 330 | 521 | −191 | 6  |                     |

1. 1 2  Venezuela 137–127 Argentina

| VT | Đội      | ST | T | B | ĐT  | ĐB  | HS   | Đ  | Giành quyền tham dự |
| -- | -------- | -- | - | - | --- | --- | ---- | -- | ------------------- |
| 1  | Brasil   | 6  | 5 | 1 | 533 | 411 | +122 | 11 | Vòng 2              |
| 2  | Uruguay  | 6  | 4 | 2 | 444 | 434 | +10  | 10 | Vòng 2              |
| 3  | Colombia | 6  | 2 | 4 | 464 | 538 | −74  | 8  | Vòng 2              |
| 4  | Chile    | 6  | 1 | 5 | 396 | 454 | −58  | 7  |                     |

| VT | Đội                      | ST | T | B | ĐT  | ĐB  | HS   | Đ  | Giành quyền tham dự |
| -- | ------------------------ | -- | - | - | --- | --- | ---- | -- | ------------------- |
| 1  | Canada                   | 6  | 6 | 0 | 615 | 417 | +198 | 12 | Vòng 2              |
| 2  | Cộng hòa Dominica        | 6  | 4 | 2 | 519 | 446 | +73  | 10 | Vòng 2              |
| 3  | Bahamas                  | 6  | 2 | 4 | 478 | 560 | −82  | 8  | Vòng 2              |
| 4  | Quần đảo Virgin thuộc Mỹ | 6  | 0 | 6 | 388 | 577 | −189 | 6  |                     |

| VT | Đội         | ST | T | B | ĐT  | ĐB  | HS  | Đ  | Giành quyền tham dự |
| -- | ----------- | -- | - | - | --- | --- | --- | -- | ------------------- |
| 1  | Hoa Kỳ      | 6  | 5 | 1 | 535 | 469 | +66 | 11 | Vòng 2              |
| 2  | México      | 6  | 4 | 2 | 498 | 498 | 0   | 10 | Vòng 2              |
| 3  | Puerto Rico | 6  | 3 | 3 | 468 | 475 | −7  | 9  | Vòng 2              |
| 4  | Cuba        | 6  | 0 | 6 | 414 | 473 | −59 | 6  |                     |

#### Vòng 2
| VT | Đội               | ST | T  | B | ĐT   | ĐB   | HS   | Đ  | Giành quyền tham dự                                    |
| -- | ----------------- | -- | -- | - | ---- | ---- | ---- | -- | ------------------------------------------------------ |
| 1  | Canada            | 12 | 11 | 1 | 1172 | 821  | +351 | 23 | Giành quyền tham dự Giải vô địch bóng rổ thế giới 2023 |
| 2  | Cộng hòa Dominica | 12 | 9  | 3 | 985  | 862  | +123 | 21 | Giành quyền tham dự Giải vô địch bóng rổ thế giới 2023 |
| 3  | Venezuela         | 12 | 8  | 4 | 927  | 806  | +121 | 20 | Giành quyền tham dự Giải vô địch bóng rổ thế giới 2023 |
| 4  | Argentina         | 12 | 8  | 4 | 944  | 865  | +79  | 20 |                                                        |
| 5  | Panama            | 12 | 3  | 9 | 822  | 944  | −122 | 15 |                                                        |
| 6  | Bahamas           | 12 | 3  | 9 | 931  | 1103 | −172 | 15 |                                                        |

1. 1 2  Venezuela 137–127 Argentina
2. 1 2  Panama 167–149 Bahamas

| VT | Đội         | ST | T | B | ĐT   | ĐB   | HS   | Đ  | Giành quyền tham dự                                    |
| -- | ----------- | -- | - | - | ---- | ---- | ---- | -- | ------------------------------------------------------ |
| 1  | Hoa Kỳ      | 12 | 9 | 3 | 1066 | 952  | +114 | 21 | Giành quyền tham dự Giải vô địch bóng rổ thế giới 2023 |
| 2  | Puerto Rico | 12 | 8 | 4 | 959  | 942  | +17  | 20 | Giành quyền tham dự Giải vô địch bóng rổ thế giới 2023 |
| 3  | México      | 12 | 8 | 4 | 1000 | 948  | +52  | 20 | Giành quyền tham dự Giải vô địch bóng rổ thế giới 2023 |
| 4  | Brasil      | 12 | 8 | 4 | 1046 | 871  | +175 | 20 | Giành quyền tham dự Giải vô địch bóng rổ thế giới 2023 |
| 5  | Uruguay     | 12 | 5 | 7 | 867  | 935  | −68  | 17 |                                                        |
| 6  | Colombia    | 12 | 3 | 9 | 928  | 1101 | −173 | 15 |                                                        |

1. 1 2 3  Puerto Rico 3–1; México 2–2; Brasil 1–3

| VT | Bg | Đội       | ST | T | B | ĐT   | ĐB  | HS   | Đ  | Giành quyền tham dự                                    |
| -- | -- | --------- | -- | - | - | ---- | --- | ---- | -- | ------------------------------------------------------ |
| 1  | F  | Brasil    | 12 | 8 | 4 | 1046 | 871 | +175 | 20 | Giành quyền tham dự Giải vô địch bóng rổ thế giới 2023 |
| 2  | E  | Argentina | 12 | 8 | 4 | 944  | 865 | +79  | 20 |                                                        |

### Châu Á/châu Đại Dương

#### Vòng 1
| VT | Đội         | ST | T | B | ĐT  | ĐB  | HS   | Đ | Giành quyền tham dự |
| -- | ----------- | -- | - | - | --- | --- | ---- | - | ------------------- |
| 1  | New Zealand | 4  | 4 | 0 | 390 | 229 | +161 | 8 | Vòng 2              |
| 2  | Philippines | 4  | 2 | 2 | 290 | 321 | −31  | 6 | Vòng 2              |
| 3  | Ấn Độ       | 4  | 0 | 4 | 233 | 363 | −130 | 4 | Vòng 2              |
| 4  | Hàn Quốc    | 0  | 0 | 0 | 0   | 0   | 0    | 0 | Bị loại             |

1. ↑  Philippines giành vé vào vòng 2 với tư cách là đội đồng chủ nhà, kể cả là kết quả và bảng xếp hạng vòng 1.[9]
2. ↑  Hàn Quốc không thể tham dự trận gặp New Zealand và Philippines do có một số cầu thủ của họ bị mắc COVID-19 và sau đó bị loại.[10][11][12]

| VT | Đội               | ST | T | B | ĐT  | ĐB  | HS   | Đ  | Giành quyền tham dự |
| -- | ----------------- | -- | - | - | --- | --- | ---- | -- | ------------------- |
| 1  | Úc                | 6  | 6 | 0 | 513 | 365 | +148 | 12 | Vòng 2              |
| 2  | Trung Quốc        | 6  | 4 | 2 | 493 | 397 | +96  | 10 | Vòng 2              |
| 3  | Nhật Bản          | 6  | 2 | 4 | 417 | 483 | −66  | 8  | Vòng 2              |
| 4  | Đài Bắc Trung Hoa | 6  | 0 | 6 | 366 | 544 | −178 | 6  |                     |

1. ↑  Nhật Bản giành vé vào vòng 2 với tư cách là đội đồng chủ nhà, kể cả là kết quả và bảng xếp hạng vòng 1.[13]

| VT | Đội         | ST | T | B | ĐT  | ĐB  | HS   | Đ  | Giành quyền tham dự |
| -- | ----------- | -- | - | - | --- | --- | ---- | -- | ------------------- |
| 1  | Liban       | 6  | 5 | 1 | 529 | 374 | +155 | 11 | Vòng 2              |
| 2  | Jordan      | 6  | 4 | 2 | 447 | 401 | +46  | 10 | Vòng 2              |
| 3  | Ả Rập Xê Út | 6  | 3 | 3 | 425 | 436 | −11  | 9  | Vòng 2              |
| 4  | Indonesia   | 6  | 0 | 6 | 351 | 541 | −190 | 6  |                     |

1. ↑  Indonesia chỉ có thể được đặc cách tham dự giải đấu với tư cách đồng chủ nhà nếu họ vào đến tứ kết tại Giải vô địch bóng rổ châu Á 2022 ở Jakarta.[14]

| VT | Đội        | ST | T | B | ĐT  | ĐB  | HS  | Đ  | Giành quyền tham dự |
| -- | ---------- | -- | - | - | --- | --- | --- | -- | ------------------- |
| 1  | Kazakhstan | 6  | 5 | 1 | 452 | 384 | +68 | 11 | Vòng 2              |
| 2  | Iran       | 6  | 4 | 2 | 482 | 395 | +87 | 10 | Vòng 2              |
| 3  | Bahrain    | 6  | 2 | 4 | 380 | 475 | −95 | 8  | Vòng 2              |
| 4  | Syria      | 6  | 1 | 5 | 416 | 476 | −60 | 7  |                     |

#### Giải vô địch bóng rổ châu Á 2022 - Vòng loại dành choIndonesia
Indonesia, tuy là một trong 3 quốc gia chủ nhà cùng với Philippines và Nhật Bản giành quyền đăng cai giải đấu nhưng họ lại không được đặc cách tham dự giải đấu do thứ hạng của họ trên bảng xếp hạng FIBA của họ là rất thấp. Suất đặc cách của Indonesia chỉ có thể được thực hiện nếu họ vào đến tứ kết của Giải vô địch bóng rổ châu Á 2022. Nhưng họ đã để thua Trung Quốc 58–108 ở vòng 12 đội, qua đó tan giấc mộng ra mắt đấu trường thế giới của họ trên sân nhà.

#### Vòng 2
| VT | Đội         | ST | T | B  | ĐT  | ĐB  | HS   | Đ  | Giành quyền tham dự                                                           |
| -- | ----------- | -- | - | -- | --- | --- | ---- | -- | ----------------------------------------------------------------------------- |
| 1  | New Zealand | 10 | 8 | 2  | 926 | 689 | +237 | 18 | Giành quyền tham dự Giải vô địch bóng rổ thế giới 2023                        |
| 2  | Liban       | 10 | 7 | 3  | 870 | 768 | +102 | 17 | Giành quyền tham dự Giải vô địch bóng rổ thế giới 2023                        |
| 3  | Philippines | 10 | 6 | 4  | 802 | 768 | +34  | 16 | Giành quyền tham dự Giải vô địch bóng rổ thế giới 2023 với tư cách là chủ nhà |
| 4  | Jordan      | 10 | 6 | 4  | 775 | 751 | +24  | 16 | Giành quyền tham dự Giải vô địch bóng rổ thế giới 2023                        |
| 5  | Ả Rập Xê Út | 10 | 3 | 7  | 654 | 767 | −113 | 13 |                                                                               |
| 6  | Ấn Độ       | 10 | 0 | 10 | 611 | 895 | −284 | 10 |                                                                               |

1. 1 2  Philippines 164–157 Jordan.

| VT | Đội        | ST | T  | B  | ĐT  | ĐB   | HS   | Đ  | Giành quyền tham dự                                                        |
| -- | ---------- | -- | -- | -- | --- | ---- | ---- | -- | -------------------------------------------------------------------------- |
| 1  | Úc         | 12 | 11 | 1  | 993 | 657  | +336 | 22 | Giành quyền tham dự Giải vô địch bóng rổ thế giới 2023                     |
| 2  | Trung Quốc | 12 | 10 | 2  | 959 | 792  | +167 | 22 | Giành quyền tham dự Giải vô địch bóng rổ thế giới 2023                     |
| 3  | Nhật Bản   | 12 | 7  | 5  | 917 | 878  | +39  | 19 | Giành quyền tham dự Giải vô địch bóng rổ thế giới 2023 với tư cách chủ nhà |
| 4  | Iran       | 12 | 6  | 6  | 856 | 824  | +32  | 18 | Giành quyền tham dự Giải vô địch bóng rổ thế giới 2023                     |
| 5  | Kazakhstan | 12 | 5  | 7  | 779 | 872  | −93  | 17 |                                                                            |
| 6  | Bahrain    | 12 | 2  | 10 | 761 | 1004 | −243 | 14 |                                                                            |

1. ↑  Vì Úc bị xử thua 1 trận với Iran, nên họ không giành được điểm trong trận đấu đó.
2. 1 2  Úc 2–0 Trung Quốc.

### Châu Âu

#### Vòng 1
| VT | Đội      | ST | T | B | ĐT  | ĐB  | HS   | Đ  | Giành quyền tham dự |
| -- | -------- | -- | - | - | --- | --- | ---- | -- | ------------------- |
| 1  | Latvia   | 6  | 5 | 1 | 475 | 422 | +53  | 11 | Vòng 2              |
| 2  | Bỉ       | 6  | 4 | 2 | 460 | 392 | +68  | 10 | Vòng 2              |
| 3  | Serbia   | 6  | 3 | 3 | 448 | 439 | +9   | 9  | Vòng 2              |
| 4  | Slovakia | 6  | 0 | 6 | 376 | 506 | −130 | 6  |                     |

| VT | Đội        | ST | T | B | ĐT  | ĐB  | HS  | Đ | Giành quyền tham dự |
| -- | ---------- | -- | - | - | --- | --- | --- | - | ------------------- |
| 1  | Hy Lạp     | 4  | 3 | 1 | 310 | 287 | +23 | 7 | Vòng 2              |
| 2  | Thổ Nhĩ Kỳ | 4  | 2 | 2 | 307 | 286 | +21 | 6 | Vòng 2              |
| 3  | Anh Quốc   | 4  | 1 | 3 | 287 | 331 | −44 | 5 | Vòng 2              |
| 4  | Belarus    | 0  | 0 | 0 | 0   | 0   | 0   | 0 | Bị cấm thi đấu      |

1. ↑  Belarus đã bị loại ra khỏi giải đấu, sau khi đánh bại Thổ Nhĩ Kỳ với tỷ số 84–70 và nhận thất bại trước Hy Lạp với tỷ số 77–67.[18]

| VT | Đội       | ST | T | B | ĐT  | ĐB  | HS  | Đ  | Giành quyền tham dự |
| -- | --------- | -- | - | - | --- | --- | --- | -- | ------------------- |
| 1  | Phần Lan  | 6  | 5 | 1 | 474 | 446 | +28 | 11 | Vòng 2              |
| 2  | Slovenia  | 6  | 4 | 2 | 506 | 482 | +24 | 10 | Vòng 2              |
| 3  | Thụy Điển | 6  | 2 | 4 | 479 | 494 | −15 | 8  | Vòng 2              |
| 4  | Croatia   | 6  | 1 | 5 | 462 | 499 | −37 | 7  |                     |

| VT | Đội     | ST | T | B | ĐT  | ĐB  | HS  | Đ  | Giành quyền tham dự |
| -- | ------- | -- | - | - | --- | --- | --- | -- | ------------------- |
| 1  | Đức     | 6  | 5 | 1 | 474 | 425 | +49 | 11 | Vòng 2              |
| 2  | Israel  | 6  | 3 | 3 | 476 | 452 | +24 | 9  | Vòng 2              |
| 3  | Estonia | 6  | 2 | 4 | 415 | 470 | −55 | 8  | Vòng 2              |
| 4  | Ba Lan  | 6  | 2 | 4 | 444 | 462 | −18 | 8  |                     |

1. 1 2  Estonia 143–141 Ba Lan

| VT | Đội        | ST | T | B | ĐT  | ĐB  | HS   | Đ  | Giành quyền tham dự |
| -- | ---------- | -- | - | - | --- | --- | ---- | -- | ------------------- |
| 1  | Pháp       | 6  | 5 | 1 | 464 | 343 | +121 | 11 | Vòng 2              |
| 2  | Montenegro | 6  | 4 | 2 | 464 | 428 | +36  | 10 | Vòng 2              |
| 3  | Hungary    | 6  | 3 | 3 | 399 | 469 | −70  | 9  | Vòng 2              |
| 4  | Bồ Đào Nha | 6  | 0 | 6 | 386 | 473 | −87  | 6  |                     |

| VT | Đội                  | ST | T | B | ĐT  | ĐB  | HS  | Đ  | Giành quyền tham dự |
| -- | -------------------- | -- | - | - | --- | --- | --- | -- | ------------------- |
| 1  | Litva                | 6  | 5 | 1 | 462 | 421 | +41 | 11 | Vòng 2              |
| 2  | Cộng hòa Séc         | 6  | 3 | 3 | 485 | 483 | +2  | 9  | Vòng 2              |
| 3  | Bosna và Hercegovina | 6  | 3 | 3 | 472 | 486 | −14 | 9  | Vòng 2              |
| 4  | Bulgaria             | 6  | 1 | 5 | 446 | 475 | −29 | 7  |                     |

1. 1 2  Cộng hòa Séc 183–178 Bosna và Hercegovina

| VT | Đội           | ST | T | B | ĐT  | ĐB  | HS   | Đ  | Giành quyền tham dự |
| -- | ------------- | -- | - | - | --- | --- | ---- | -- | ------------------- |
| 1  | Tây Ban Nha   | 6  | 5 | 1 | 504 | 402 | +102 | 11 | Vòng 2              |
| 2  | Gruzia        | 6  | 4 | 2 | 467 | 462 | +5   | 10 | Vòng 2              |
| 3  | Ukraina       | 6  | 3 | 3 | 463 | 448 | +15  | 9  | Vòng 2              |
| 4  | Bắc Macedonia | 6  | 0 | 6 | 373 | 495 | −122 | 6  |                     |

| VT | Đội     | ST | T | B | ĐT  | ĐB  | HS  | Đ | Giành quyền tham dự |
| -- | ------- | -- | - | - | --- | --- | --- | - | ------------------- |
| 1  | Ý       | 4  | 3 | 1 | 367 | 348 | +19 | 7 | Vòng 2              |
| 2  | Iceland | 4  | 3 | 1 | 340 | 343 | −3  | 7 | Vòng 2              |
| 3  | Hà Lan  | 4  | 0 | 4 | 297 | 313 | −16 | 4 | Vòng 2              |
| 4  | Nga     | 0  | 0 | 0 | 0   | 0   | 0   | 0 | Bị cấm thi đấu      |

1. 1 2  Ý 200–194 Iceland
2. ↑  Nga đã bị loại ra khỏi giải đấu, sau khi lần lượt đánh bại Ý với tỷ số 92–78, Iceland với tỷ số 89–65 và Hà Lan với tỷ số 80–69.[19]

#### Vòng 2
| VT | Đội        | ST | T | B | ĐT  | ĐB  | HS   | Đ  | Giành quyền tham dự                                    |
| -- | ---------- | -- | - | - | --- | --- | ---- | -- | ------------------------------------------------------ |
| 1  | Latvia     | 10 | 9 | 1 | 807 | 707 | +100 | 19 | Giành quyền tham dự Giải vô địch bóng rổ thế giới 2023 |
| 2  | Serbia     | 10 | 6 | 4 | 825 | 803 | +22  | 16 | Giành quyền tham dự Giải vô địch bóng rổ thế giới 2023 |
| 3  | Hy Lạp     | 10 | 6 | 4 | 775 | 764 | +11  | 16 | Giành quyền tham dự Giải vô địch bóng rổ thế giới 2023 |
| 4  | Thổ Nhĩ Kỳ | 10 | 4 | 6 | 782 | 742 | +40  | 14 |                                                        |
| 5  | Bỉ         | 10 | 4 | 6 | 679 | 717 | −38  | 14 |                                                        |
| 6  | Anh Quốc   | 10 | 1 | 9 | 697 | 832 | −135 | 11 |                                                        |

1. 1 2  Serbia 192–191 Hy Lạp
2. 1 2  Thổ Nhĩ Kỳ 2–0 Bỉ

| VT | Đội       | ST | T  | B | ĐT  | ĐB  | HS   | Đ  | Giành quyền tham dự                                    |
| -- | --------- | -- | -- | - | --- | --- | ---- | -- | ------------------------------------------------------ |
| 1  | Đức       | 12 | 10 | 2 | 960 | 854 | +106 | 22 | Giành quyền tham dự Giải vô địch bóng rổ thế giới 2023 |
| 2  | Phần Lan  | 12 | 9  | 3 | 978 | 934 | +44  | 21 | Giành quyền tham dự Giải vô địch bóng rổ thế giới 2023 |
| 3  | Slovenia  | 12 | 7  | 5 | 994 | 958 | +36  | 19 | Giành quyền tham dự Giải vô địch bóng rổ thế giới 2023 |
| 4  | Thụy Điển | 12 | 5  | 7 | 919 | 939 | −20  | 17 |                                                        |
| 5  | Israel    | 12 | 4  | 8 | 944 | 948 | −4   | 16 |                                                        |
| 6  | Estonia   | 12 | 4  | 8 | 870 | 977 | −107 | 16 |                                                        |

1. 1 2  Israel 2–0 Estonia

| VT | Đội                  | ST | T  | B | ĐT  | ĐB  | HS   | Đ  | Giành quyền tham dự                                    |
| -- | -------------------- | -- | -- | - | --- | --- | ---- | -- | ------------------------------------------------------ |
| 1  | Pháp                 | 12 | 10 | 2 | 973 | 742 | +231 | 22 | Giành quyền tham dự Giải vô địch bóng rổ thế giới 2023 |
| 2  | Litva                | 12 | 9  | 3 | 922 | 852 | +70  | 21 | Giành quyền tham dự Giải vô địch bóng rổ thế giới 2023 |
| 3  | Montenegro           | 12 | 7  | 5 | 900 | 852 | +48  | 19 | Giành quyền tham dự Giải vô địch bóng rổ thế giới 2023 |
| 4  | Hungary              | 12 | 6  | 6 | 871 | 954 | −83  | 18 |                                                        |
| 5  | Bosna và Hercegovina | 12 | 6  | 6 | 927 | 987 | −60  | 18 |                                                        |
| 6  | Cộng hòa Séc         | 12 | 3  | 9 | 878 | 968 | −90  | 15 |                                                        |

1. 1 2  Hungary 165–160 Bosna và Hercegovina

| VT | Đội         | ST | T | B  | ĐT  | ĐB  | HS   | Đ  | Giành quyền tham dự                                    |
| -- | ----------- | -- | - | -- | --- | --- | ---- | -- | ------------------------------------------------------ |
| 1  | Tây Ban Nha | 10 | 8 | 2  | 823 | 703 | +120 | 18 | Giành quyền tham dự Giải vô địch bóng rổ thế giới 2023 |
| 2  | Ý           | 10 | 8 | 2  | 881 | 836 | +45  | 18 | Giành quyền tham dự Giải vô địch bóng rổ thế giới 2023 |
| 3  | Gruzia      | 10 | 5 | 5  | 795 | 814 | −19  | 15 | Giành quyền tham dự Giải vô địch bóng rổ thế giới 2023 |
| 4  | Iceland     | 10 | 5 | 5  | 786 | 842 | −56  | 15 |                                                        |
| 5  | Ukraina     | 10 | 4 | 6  | 811 | 797 | +14  | 14 |                                                        |
| 6  | Hà Lan      | 10 | 0 | 10 | 712 | 816 | −104 | 10 |                                                        |

1. 1 2  Tây Ban Nha 156–156 Ý. Các đội được xếp hạng dựa theo sự khác biệt về điểm tổng thể.
2. 1 2  Gruzia 165–165 Iceland. Các đội được xếp hạng dựa theo sự khác biệt về điểm tổng thể.

## Thống kê
Tính đến 27 tháng 2 năm 2023

### Số liệu trung bình của cầu thủ
| Thể loại           | Cầu thủ          | Đội        | Số liệu trung binh |
| ------------------ | ---------------- | ---------- | ------------------ |
| Điểm               | Amir Hinton      | Syria      | 26.7               |
| Chụp bóng bật bảng | Walter Tavares   | Cabo Verde | 11.7               |
| Hỗ trợ             | Facundo Campazzo | Argentina  | 7.5                |
| Cướp bóng          | Childe Dundão    | Angola     | 3.3                |
| Chắn bóng          | Kendall Gray     | Rwanda     | 3.2                |
| Hiệu suất          | Amir Hinton      | Syria      | 24.5               |

### Số liệu trung bình của các đội
| Thể loại           | Đội     | Trung bình |
| ------------------ | ------- | ---------- |
| Điểm               | Canada  | 97.7       |
| Chụp bóng bật bảng | Sénégal | 46.2       |
| Hỗ trợ             | Úc      | 25.8       |
| Cướp bóng          | Angola  | 15.1       |
| Chắn bóng          | Pháp    | 4.3        |
| Hiệu suất          | Canada  | 120.3      |